# Деца (роман)
Деца је поетски роман савремене српске књижевнице Милене Марковић. Објављен је 2021. године за издавачку кућу ЛОМ. Добитник је 68. НИН-ове награде за најбољи роман године.

## О писцу
Милена Марковић је рођена 1974. године у Земуну. Дипломирала је драматургију на Факултету драмских уметности 1998. године у Београду.

## О роману
Роман Деца написан је у облику поеме — лирско-епске песме испеване у првом лицу. To je интимно штиво, тачније потресна аутофикција. Критичари га описују као причу о дисфункционалној породици. У њему ауторка пише о свом детињству, одрастању, односу са родитељима а касније и својом децом. Говори о деци, детињству и породици, о томе шта то значи бити ћерка, мајка, син. Истовремено је ово прича иа о аутистичном, ментално заосталом сину.
Роман има више 150 страна, исписан је без тачака и зареза, а уз то је и поема – ретка форма која припада прошлим вековима а и тада није била честа.
О овом роману књижевник Миљенко Јерговић каже: „Деца су поема о осујећеном, вечно недовршеном одрастању, моћна, у нашим језицима неуспоредива, највећа књига о женскости, о мајчинству, кћеринству и синовству... опасан роман о историји, оној нама најважнијој и трауматичној, која потече с Другим светским ратом, настави се кроз осамдесете, та деценија нашег одрастања, и прегази нас током деведесетих”.

## Одломак из књиге
| „                 | била једном једна девојка лепа и поносна брза и смејава са дугом косом и белим рукама и та је девојка мислила ја сам најбоља и најлепша овде нема никога за мене где је тај који је за мене једном је добила цвеће девојка бацила је други пут добила је песму бацила је трећи пут добила је прстен бацила је и једног дана дошао је ветар и ветар је тако загрлио да није могла да дише и ветар јој је подигао сукњу и ветар јој је подигао косу и ветар је окренуо и обрнуо и није знала девојка шта се са њом дешава и онда је њу ветар подигао и однео далеко далеко више је никад нису видели ни мама ни тата ни бата ни сека постала је страшна ветровита краљица тамо у облацима и једино што је волела то су била деца деца доле што трче и скачу деца што се смеју деца што не плачу а сад спавај | ” |
| — Милена Марковић | |   |

## Награде
За поетски роман Деца Милена Марковић је добила НИН-ову награду за 2021. годину. Милена Марковић је шеста жена која је добила Нинову награду од укупно 68 добитника награде НИН. 